# Rachel Field
Rachel Lyman Field, född den 19 september 1894 i New York, död den 15 mars 1942 i Los Angeles, Kalifornien, var en amerikansk roman- och barnboksförfattare och poet.

## Biografi
Field var dotter till en präst och författare från New England och växte upp i Stockbridge, Massachusetts. Hon fick sin utbildning på Radcliffe College.
Hon gifte sig 1935 med Arthur S. Pederson som hon sedan samarbetade med i To See Ourselves (1937). 
År 1938 låg ett av hennes manus till grund för den engelska filmen The Londonderry Air. Hon var också framgångsrik som romanförfattare med bestsellers som Time Out of Mind (1935), All This and Heaven Too (1938; Allt detta och himlen därtill) och And Now Tomorrow (1942; Redo för morgondagen). De blev också filmatiserade under egna titlar.
Rachel Field dog på Good Samaritan Hospital den 15 mars 1942 i lunginflammation efter en operation. Hon är begravd i Stockridge, Massachusetts.

## Böcker på svenska
- Allt detta och himlen därtill (All this, and heaven too) (översättning Lisbeth och Louis Renner, 1939)
- Redo för morgondagen (And now tomorrow) (översättning Viveka Starfelt, Bonnier, 1943)
- Lillebarns aftonbön (Prayer for a child) (tecknad av Elizabeth Orton Jones, översättning Brita Enberg, Sörlin, 1949)
- Kalikå-busken (Calico bush) (översättning Eva Håkanson, Natur och kultur, 1967)
- Ta hand om Hitty! (Hitty: her first hundred years) (ill. Dorothy P. Lathrop, översättning Eva Håkanson, Natur och kultur, 1969)